# C. B. Yi
C. B. Yi (* 1976 in der Volksrepublik China als Bo Cheng) ist ein österreichischer Filmregisseur und Drehbuchautor chinesischer Herkunft. Internationale Bekanntheit erlangte er durch sein preisgekröntes Spielfilmdebüt Moneyboys (2021).

## Leben
C. B. Yi, ein Künstlername, wurde als Bo Cheng geboren und wuchs in einem Fischerdorf im südlichen China auf. Er folgte als Jugendlicher seinem Vater nach Österreich. Eine Wiederbegegnung mit seiner Heimat suchte er über ein Sinologie-Studium an der Universität Wien. Später absolvierte er ein Regiestudium an der Filmakademie Wien. Dort zählte er Regisseur Michael Haneke und Kameramann Christian Berger zu seinen Mentoren. Während seines Studiums sah Yi japanische, chinesische und europäische Filme. Er selbst gibt an, „eher ein visueller Mensch“ zu sein, der mit filmischer Sprache besser umgehen könne als mit gesprochener Sprache.
Aufgrund seines Migrationshintergrunds sei er von verschiedenen Kulturen sozialisiert und betrachtet sich als „guter Beobachter beider Welten“.
C. B. Yi lebt in Wien. Er schätzt die Filme des Taiwaners Hou Hsiao-Hsien, die ihn an seine Kindheit erinnern.

## Wirken
Nach mehreren Kurzfilmen im Dokumentar- und Spielfilmbereich in den 2000er-Jahren gab Yi mit Moneyboys (2021) sein Langfilmdebüt als Regisseur und Drehbuchautor. Ein vorheriges Projekt, ein Jugendfilm in Österreich mit europäischen Figuren, war nach zwei Jahren Vorbereitungszeit gescheitert.
Das Spielfilmdrama um einen jungen schwulen Chinesen (dargestellt von Kai Ko), den es in die Stadt zieht, um reichen Männern sexuell zur Verfügung zu stehen, wurde in der Nebensektion Un Certain Regard des 74. Filmfestivals von Cannes uraufgeführt. Ein Jahr später konkurrierte Yi mit seinem Diplomfilm im Wettbewerb des Filmfestivals Max Ophüls Preis. Dort gewann Moneyboys die Auszeichnungen für den besten Spielfilm, das beste Drehbuch und den Preis der Ökumenischen Jury. Weiterhin folgten Nominierungen für den Österreichischen Filmpreis 2022, darunter für Yi selbst in den Kategorien Regie und Drehbuch, sowie beim Golden Horse Film Festival in Taiwan (FIPRESCI-Preis, Preis für Nachwuchsregie). Auf das Thema Prostitution bei chinesischen Männern war Yi im Jahr 2003 während eines Austauschjahres an der Filmakademie in Peking aufmerksam geworden. Dort hatte er Chinesisch lernen wollen. Die erste Überlegung über das Thema einen künstlerischen Dokumentarfilm im Stile von Ulrich Seidl zu drehen verwarf er schnell wieder da mögliche Folgen für die Interviewpartner nicht abzusehen waren. Daraufhin wechselte Yi zur fiktionalen Form, die ihm mehr Freiheiten bot.
Moneyboys ist von Yi als erster Teil einer thematisch verknüpften Trilogie geplant. Jeder nachfolgende Film soll sich weiter von China entfernen, als der vorherige. Das Drehbuch zum zweiten Teil Purelands, der in Paris spielen soll, ist bereits fertiggestellt. Im Mittelpunkt der Handlung steht eine französisch-österreichische Studentin, die eine Gruppe weiblicher Prostituierter aus Nordchina beschützen will. Der dritte Teil soll in den 1960er-Jahren spielen und zwischen Paris und weiteren internationalen Schauplätzen außerhalb Chinas hin und her pendeln. Zwei weitere Drehbücher schrieb Yi für Science-Fiction-Filme mit großem Budget.

## Filmografie
- 2006: Chado (Kurz-Dokumentarfilm)
- 2009: Breaking Roo-Tiles with One’s Head (Kurz-Dokumentarfilm)
- 2009: The Couple (Kurzfilm)
- 2009: Alian in a Hotel Room (Kurzfilm)
- 2011: Little Precious (Kurzfilm)
- 2021: Moneyboys

## Auszeichnungen
- 2021: LesGaiCineMad, Madrid International LGBT Film Festival – Jurypreis, bester Film (Moneyboys)
- 2021: Gijón International Film Festival – Rambal-Preis (Moneyboys)
- 2022: Filmfestival Max Ophüls Preis – Bester Spielfilm, Fritz-Raff-Drehbuchpreis, Preis der Ökumenischen Jury (Moneyboys)
- 2022: Seattle International Film Festival – Spezialpreis der Jury, New Directors Competition (Moneyboys)